# باربرا بايهر
باربرا بايهر (بالألمانية: Barbara Baehr)‏ (من مواليد 25 فبراير 1953) هي عالمة بحوث وعالمة حشرات وخبيرة علم تصنيف العناكب. صنفت أكثر من 400 نوع عنكبوت جديد معظمها من أستراليا رغم أن أصلها من بفورتسهايم بألمانيا.

## التعليم والعمل
حصلت باربرا بايهر على الدكتوراه في علم الحيوان وعلم البئية في جامعة توبنغن في ألمانيا. عملت كمدرس مساعد في ولاية بارفاين بميونخ المانيا وتخصصت وقتها في علم الحيوان من عام 1984 لـ 1998 . وقامت خلال الفترة من 1996 لـ 1998 بتدريس علم اللافقاريات في جامعة لودفيج ماكسيميليان في ميونخ. وأجرت عدة رحلات بحثية للطلاب لمتابعة سلوك العناكب. وبعد عدة زيارات بحثية لـ استراليا تحديداً متحف أستراليا الغربية عام 1994 والمتحف الأسترالي في 1999 . وفي يناير عام 2000 اتخذت متحف كوين ايسلند مركز لعملها وأبحاثها على عائلات العناكب الفرعية والذي تم تمويله من خلال هيئة دراسة الموارد البيولوجية الأسترالية. ومن ثم ركزت أبحاثها على تصنيف عائلة العنكبوت (زورداى) وعائلة العنكبوت ذات الذيل الطويل (هيرسيدل) وعائلة العنكبوت التي تعيش طويلاً (بورماداى). وهي متزوجة من عالم الحشرات الألماني مارتن بايهر.